# Georges Legrain
Pour les articles homonymes, voir Legrain.
Georges Legrain, né à Paris XIVe le 4 octobre 1865, mort à Louxor le 22 août 1917, est un égyptologue français, inspecteur en chef des antiquités à Louxor. Il épouse au Caire, le 24 octobre 1898, Jeanne-Hélène Ducros, fille d'un pharmacien du Caire. Deux enfants naissent de cette union : Gaston Auguste Jules, né au Caire le 19 août 1901 et  Jean-Daniel Pierre, né au Caire le 25 juillet 1907.

## Biographie

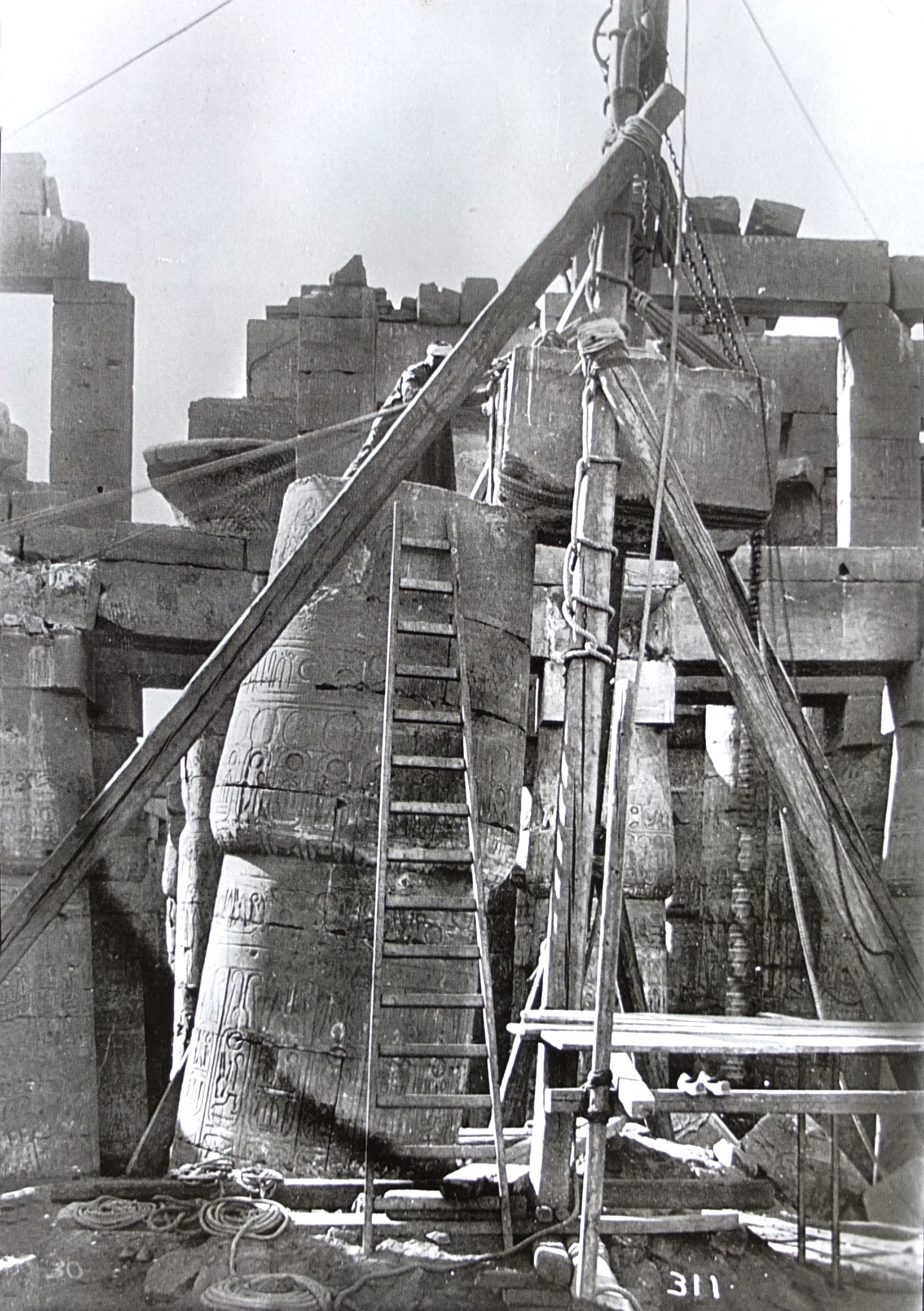
Travaux de restauration de la grande salle hypostyle de Karnak après l'effondrement du 3 octobre 1899. Photo par Georges Legrain, le 29 décembre 1899.

En 1889, il est choisi pour décorer les murs de la salle égyptienne du Musée de Péronne et il soutient sa thèse d'égyptologie à l'école du Louvre. Dès 1892, il intègre l'équipe  de l'archéologue Jacques de Morgan en Égypte, en tant qu'inspecteur-dessinateur. Il a pris part à de nombreuses fouilles à Assouan - plus précisément à Qubbet el-Hawa - à Kôm Ombo, Dahchour, au Gebel el-Silsila et à Coptos. Chargé de la direction des travaux de Karnak en 1895 par Jacques de Morgan, iI effectue le dégagement général du site (en particulier le temple de Ptah en 1900, celui de Ramsès II, etc.) et d'ambitieuses restaurations, comme la reconstruction de la Grande salle hypostyle après l'écroulement de douze colonnes de celle-ci le 3 octobre 1899. Sa grande découverte est celle de la fameuse « cachette », le 26 décembre 1903 avec ses 700 statues.
On a pensé son journal de fouille, commencé en 1901, définitivement perdu, mais le Musée du Louvre reçoit en don, en 2015, dix-huit cahiers de notes de l'archéologue. On conserve de lui une importante collection de clichés photographiques.
Dans le jardin de sa maison annexée à la cour ouest du temple, Legrain établit un studio consacré aux statues et aux stèles découvertes dont il faisait quotidiennement les clichés. La démolition de sa maison afin de dégager le panorama a suscité de vives polémiques.

## Publications
- Avec Jacques de Morgan, Urbain Bouriant, Gustave Jéquier, Alexandre Barsanti, Catalogue des monuments et inscriptions de l'Égypte antique, Vienne, Holzhausen, 1894–1909.
- Avec Jacques de Morgan, Fouilles à Dahchour, Vienne, Holzhausen, 1895, 1903.
- L'aile nord du pylône d'Aménophis III à Karnak, Paris, Ernest Leroux, 1902.
- Statues et statuettes de rois et de particuliers, Le Caire, Imprimerie de l'IFAO, 1906–1925.
- Les temples de Karnak, Bruxelles, Vromant, 1929.
- Une famille copte de Haute-Égypte, Bruxelles, 1945.